# Malý hrubosrstý vendéeský baset
Malý hrubosrstý vendéeský baset (francouzsky: Petit Basset Griffon Vendéen) je plemeno psa původem z Francie.

## Historie
Vendéeští baseti pocházejí z departementu Vendée na západním pobřeží Francie. Jejich prapředkem byli pravděpodobně psi Keltů, velcí griffoni. Toto plemeno bylo dlouhou dobu považováno jen za hrubosrstou varietu Basset hounda, který je jejich plemenu nejpříbuznější. Malý vendéeský hrubosrstý baset (Petit Basset Griffon Vendéen) byl vyšlechtěn z velkého (Grand Basset Griffon Vendéen) vybíráním jen malých jedinců. Jako lovecký pes se užíval hlavně k honbě zajíců. V dnešní době (2015) je chován spíše jako společník.

### Další honiči z Vendée
Psů chovaných v kraji Vendée byla celá řada, do dnešní doby se ale dochovala jen čtyři plemena - velký hrubosrstý vendéeský honič, malý vendéeský honič, malý hrubosrstý vendéeský baset a velký hrubosrstý vendéeský baset. Nejznámější a nejrozšířenější z nich je právě malý hrubosrstý vendéeský baset.

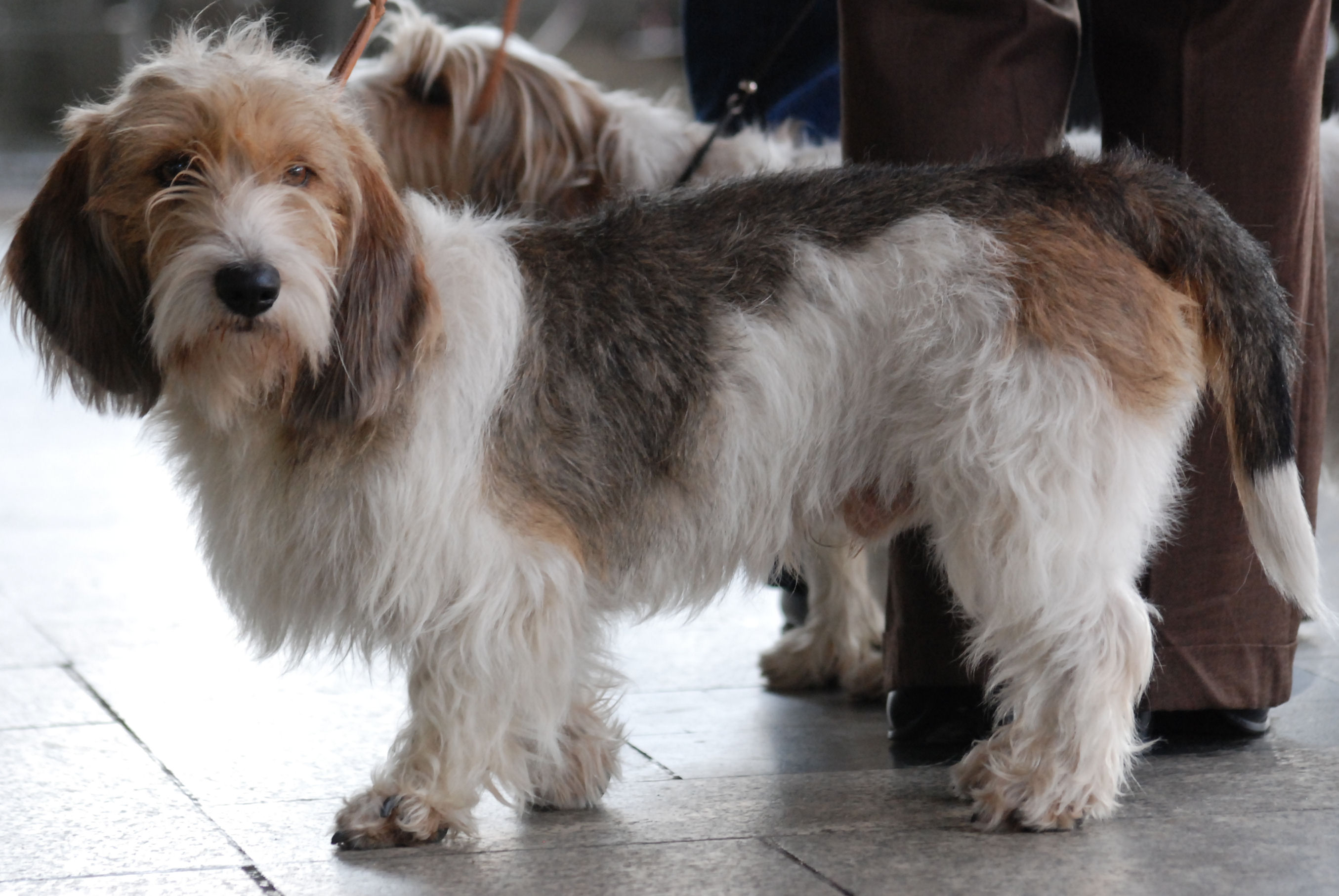

## Vzhled
Hlava psa má klenutou mozkovnu a převislé uši, nízko nasazené jemné, na konci pokryté dlouhou srstí. Oči má velké a tmavé, není vidět bělmo, ani neprosvítá červená sliznice spodních víček. Má výrazné, nikoli převislé obočí. Horní pysky jsou mírně převislé, porostlé vousem, s hmatovými chloupky. Zuby jsou pravidelné. Tělo je široké a dlouhé s dobře klenutými žebry, porostlé dlouhou hrubou srstí. Hrudní končetiny jsou rovné a silné, pánevní končetiny mají silná a dobře osvalená stehna, přizpůsobená ke skoku. Tlapky jsou velké s odolnými polštářky a silnými drápy. Ocas je nasazený vysoko, silný u kořene a dále se zužující.
Srst je dlouhá, hustá a rozčepýřená, s hustou podsadou, díky které by snesl ustájení venku v kotci s vyteplenou boudou.

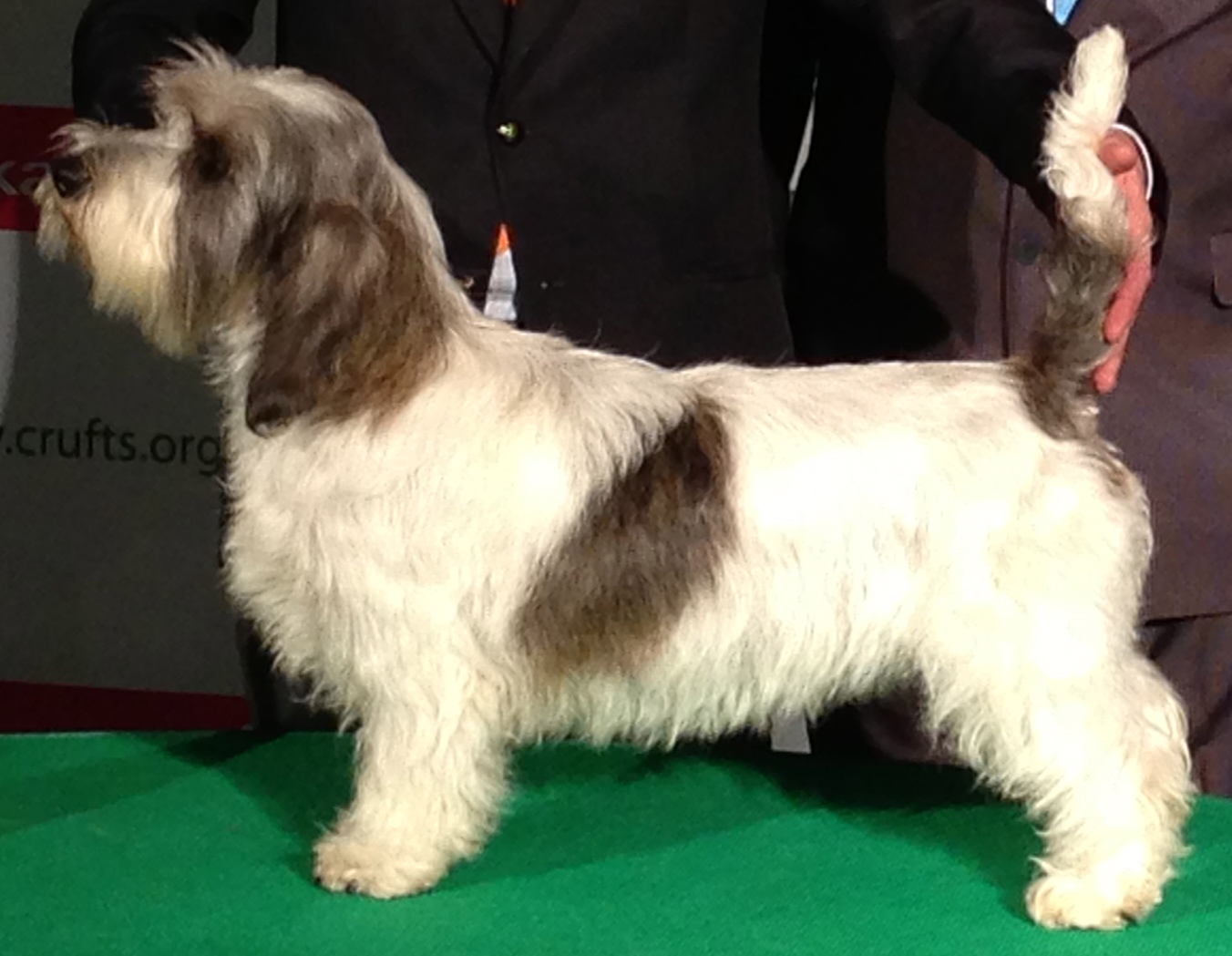

## Povaha
Vendéeský hrubosrstý baset je milý, přátelský k lidem i psům, bez agresivity či bázlivosti. Je veselý, společenský a vhodný k dětem. Naopak jeho hlídací schopnosti končí vítáním nově příchozího, nejčastěji radostným štěkotem. Je to pes nekonfliktní, což plyne z jeho smečkového původu; jinak tomu ani být nemohlo. Psi spolu byli 24 hodin denně a museli se výborně snášet s ostatními. Nevyžaduje žádnou nadstandardní péči, je však třeba dbát na jeho potřebu pohybu, aby vyčerpal svou přebytečnou energii. Nemá rád dril a mnohačetné opakování cviků poslušnosti, více s ním svedete prostřednictvím hry a motivací pamlskem. Nevyžaduje stálou pozornost, ale za každou společnost je vděčný. Pro tohle plemeno jsou přirozené lesy a čistý vzduch, proto není vhodné do městského bytu.